# Klaus Biesenbach
Klaus Biesenbach, né en 1966 à Bergisch Gladbach, est un conservateur et directeur de musée germano-américain.
Il est le directeur de la Neue Nationalgalerie, qui inclut le musée Berggruen et la collection Scharf-Gerstenberg (de), ainsi que du berlin modern, dont la construction devrait être achevée en 2027.
Auparavant, Klaus Biesenbach avait été directeur du Museum of Contemporary Art de Los Angeles (MOCA), de 2018 à 2021. Il est également ancien conservateur en chef au Museum of Modern Art de New York et ancien directeur de la galerie d'art new-yorkaise MoMA PS1. Il est également le directeur fondateur de l'Institut d'art contemporain Kunst-Werke (KW) de Berlin (aujourd'hui KW Institute for Contemporary Art (de) de Berlin) et co-initiateur de la Biennale de Berlin.

## Biographie
Klaus Biesenbach étudie d'abord la médecine à Munich puis à Berlin jusqu'à son premier examen d'État.

### Carrière
Hybrid WorkSpace (1997) est un laboratoire temporaire situé à l'Orangerie de Kassel lors de la documenta X.   
Onze groupes ont été conviés à l'espace de travail hybride de la documenta, chacun d'entre eux ayant travaillé sur un sujet de son choix pendant dix jours. 
L'Orangerie a été transformée en un studio multimédia ouvert. La tâche de ce studio multimédia était de créer, collecter, sélectionner, lier, reprendre et diffuser l'information. Le sujet portait principalement sur des questions sociales, politiques et culturelles. Hybrid WorkSpace a permis de commenter, d'interviewer, de discuter et de présenter les objets de données résultants. La distribution à l'extérieur de l'Orangerie s'effectue par le biais de la presse, d'Internet et d'émissions de radio. L'Hybrid WorkSpace a combiné les matériaux apportés de l'extérieur avec ceux existants. Des participants géographiquement éloignés ont ainsi pu prendre part au débat. 
L'Hybrid WorkSpace est poursuivi en 1998 à la Biennale de Berlin.    
En 1997, Klaus Biesenbach participe à la « Documenta X » avec Hybrid WorkSpace. En 1998, les « Kunst-Werke » organisent sous sa direction la première Biennale de Berlin. Il fut également le plus jeune membre du jury international de la Biennale de Venise en 1997 et co-commissaire de la Biennale de Shanghai en 2002.
En 2004, Biesenbach est nommé conservateur au Museum of Modern Art de New York. Deux ans plus tard, il est nommé conservateur en chef et fonde un nouveau département des arts médiatiques, qui est élargi en 2009 pour devenir le département des arts médiatiques et de la performance afin de refléter l'accent accru mis par le musée sur la collecte, la préservation et l'exposition de l'art de la performance. En tant que conservateur en chef du département, Biesenbach a dirigé un certain nombre d'initiatives novatrices, notamment le lancement d'une nouvelle série d'expositions d'art de la performance, une série continue d'ateliers pour les artistes et les conservateurs, des acquisitions d'art médiatique et de performance, et la présentation par le musée d'une grande rétrospective de l'œuvre de Marina Abramović en 2010.
À partir de 2010, Biesenbach dirige également la branche du MoMA MoMA PS1 , une institution d'art contemporain installée dans une ancienne école du Queens (un arrondissement de New York). En 2018, il quitte le MoMA et est nommé directeur du Museum of Contemporary Art (MOCA) de Los Angeles (directeur artistique à partir de 2021).
Depuis le 1er janvier 2022, il est directeur de la Nouvelle Galerie nationale des Musées d'État de Berlin. Il est également responsable du Musée Berggruen, de la collection Scharf-Gerstenberg (de) et du Musée d'art moderne de Berlin, en construction, achèvement est prévu pour 2027.

### Distinctions
Klaus Biesenbach a reçu la croix fédérale du Mérite en 2016 ainsi que des distinctions majeures du monde de l'art, telles que le prix de l'Association internationale des critiques d'art (AICA) pour le commissariat d'expositions telles que « Marina Abramović : The Artist is Present » (2010) et « Pipliotti Rist : Pour Your Body Out (7354 Cubic Meters) » (2008) au MoMA , ainsi que des prix AICA pour 100 Years (version #2 PS1, Nov 2009) au MoMA PS1 et au MoMA QNS, ainsi que pour Kenneth Anger (2009) au MoMA PS1 et Fassbinder : Berlin Alexanderplatz (2007) au MoMA PS1. Il est également lauréat du prix AICA pour avoir co-organisé « Roth Time : A Dieter Roth Retrospective » (2004). Biesenbach a reçu un doctorat honorifique en beaux-arts de la New York Academy of Art en 2021.

## Expositions
En tant que directeur du Musée d'art contemporain (MOCA) de Los Angeles, Klaus Biesenbach a introduit l'entrée gratuite au musée , il a fondé le premier conseil environnemental d'un musée américain et créé l'espace de performance Wonmi's Warehouse Programs. Il a également commandé Bill et Coo de Larry Bell et Untitled de Barbara Kruger comme objets d'art public.
Pendant la pandémie de COVID-19, Klaus Biesenbach a rendu le programme du musée librement accessible en ligne dans le MOCA virtuel. Il a réalisé 25 visites d'ateliers numériques avec des artistes internationaux, qui ont été publiées sur le site Web du musée, sur les réseaux sociaux et sur YouTube. En outre, il a généré des revenus pour le musée grâce à des masques conçus par les artistes Yoko Ono, Catherine Opie, Pipilotti Rist, Mark Grotjahn, Barbara Kruger, Hank Willis Thomas, Virgil Abloh et Alex Israel, qui ont été vendus dans le monde entier en collaboration avec la Fondation Warhol, les musées du Qatar et K11 Hong Kong.

### Expositions organisées et co-commissariées à la Neue Nationalgalerie
- Allora & Calzadilla, Stop, Repair, Prepare: Variations on „Ode to Joy“ for a Prepared Piano (2022)
- Simone Forti : Huddle (2022)
- Ein Tag im Grünen : programme dans les jardins du Kulturforum (2022)
- « Sound in the Garden », série de concerts initiée par Klaus Biesenbach (2022)
- Maria Kulikovska : « 254 », performance (2022)
- « Notre espace pour aider » : campagne de collecte de fonds à la Neue Nationalgalerie, initiée par Klaus Biesenbach, en collaboration avec Anne Imhof et Ólafur Elíasson (2022)

## Publications (sélection)
Klaus Biesenbach a écrit des textes pour des catalogues d'exposition et des anthologies, et publié des articles dans des magazines d'art, notamment Art & Australia, Artforum International et Flash Art International. Il a écrit la chronique mensuelle Erdkunde « Géographie » pour le magazine d’art allemand Monopol. Il a également publié :
- Avec Bettina Funcke, Jonathan Lill, Oliver Shultz, MoMA PS1: A History, Museum of Modern Art, New York, 2019  (ISBN 978-1-63345-069-1)
- Avec Christophe Cherix, Julia Bryan-Wilson, Jon Hendricks, Clive Phillpot, Yoko Ono: One Woman Show, 1960-1971. Museum of Modern Art, New York, 2015  (ISBN 0-87070-966-6)
- Avec Aino Laberenz, Anna-Catharina Gebbers, Susanne Pfeffer, Christoph Schlingensief. Koenig Books, Köln, 2014  (ISBN 978-3-86335-495-4)
- Avec Neville Wakefield et Cornelia Butler, Greater New York, 2010,MoMA PS1, Long Island City, 2005  (ISBN 0-87070-987-9)
- Avec Agustin Perez Rubio, Beatrix Ruf et Ugo Rondinone, The Night of Lead: Ugo Rondinone, Hatje Cantz, Ostfildern, 2010  (ISBN 3-7757-9006-3)
- Klaus Biesenbach (Hrsg.), The Artist is Present: Marina Abramović, The Museum of Modern Art, New York, 2009  (ISBN 978-0-87070-747-6)
- Avec Brooke Davis Anderson, Michael Bonesteel, Carl Watson, Henry Darger, Henry Darger, Prestel, München/New York, 2009  (ISBN 978-3-7913-4210-8)
- Klaus Biesenbach (Hrsg.), Political, Minimal, Verlag für moderne Kunst, Nürnberg, 2008  (ISBN 978-3-941185-07-4)
- Avec Marina Abramović, Chrissie Iles et Kristine Stiles, Marina Abramović, Phaidon, New York/London, 2008  (ISBN 978-0-7148-4802-0)
- Avec Georges Bataille et Susan Sontag, Into Me / Out of Me, Hatje Cantz, Oastfildern, 2007  (ISBN 978-3-7757-2041-0)
- In Bildern denken Kunst, Medien und Ethik, Lindinger + Schmid, Regensburg, 2007  (ISBN 978-3-929970-66-1)
- Avec Vanessa Adler, Ellen Blumenstein et Felix Ensslin (Hrsg.), Zur Vorstellung des Terror: RAF, Steidl, Göttingen, 2005  (ISBN 3-86521-102-X)